# Lužná (Zlín)
Lužná (in tedesco Freiheit) è un comune della Repubblica Ceca facente parte del distretto di Vsetín, nella regione di Zlín.